# Phelister purgamenticolus
Phelister purgamenticolus är en skalbaggsart som beskrevs av Wenzel och Dybas 1941. Phelister purgamenticolus ingår i släktet Phelister och familjen stumpbaggar. Inga underarter finns listade i Catalogue of Life.